# ウッソ・エヴィン
ウッソ・エヴィン (Üso Ewin) は、アニメ『機動戦士Vガンダム』に登場する架空の人物。本作の主人公で13歳。 担当声優は阪口大助。
名前の「ウッソ」は「嘘」からとられており、これには「言葉というのはみんなウソかも知れない、本当に見えても言葉に言葉を重ねていくとウソになってしまうかも知れない」という、作品の象徴のような意味が込められている。

## 人物
宇宙世紀0140年頃の生まれで、地球の東欧に存在する不法居住区ポイント・カサレリアで行方不明の両親（父ハンゲルグ・エヴィン、母ミューラ・ミゲル）を待ちながら暮らしていたが、0153年4月5日の夕刻にパラグライダーで飛行していた時にザンスカール帝国のモビルスーツとリガ・ミリティアの小型戦闘機（Vガンダムのコア・ファイター）との戦いに巻き込まれ、どさくさに紛れてクロノクル・アシャーの乗るシャッコーを強奪する。その後、モビルスーツの白兵戦闘に関するセンスや潜在能力の高さを買われてリガ・ミリティアと共に行動し、ヴィクトリーガンダムやV2ガンダムのパイロットとしてザンスカール帝国と戦い抜いた。オデロ・ヘンリークとトマーシュ・マサリクがパイロットに加わってからは、ホワイトアーク隊としての連携も見せた。
子供ゆえに恋愛に対しては奥手で女性の扱いを知らない。カテジナ・ルースに対しては自らの理想の女性像を押し付けようとし、つきまとってはしばしば煙たがられていた。
また、幼馴染のシャクティ・カリンに対してはまだ幼い一人暮らし同士で妹のように思っているが、実際には彼女に精神的に依存しきっている。そのため、シャクティが危険に晒されると冷静な判断を失いがちである。別離や精神的な成長を経て、ウッソはシャクティのことを異性として意識しはじめる。
目上の大人に対しては礼儀正しいのだが、実の姉のように慕っているマーベット・フィンガーハットがオリファーと結婚した際には嫉妬を隠せなかったり、実母と再会した際には甘えて母の膝の上で眠ってしまったりと、時折子供っぽい面を見せる。
趣味は何かを知ること、特技は女の人に好かれること（オデロ談）。
本編のラストで故郷のカサレリアに帰還するが、この結末について総監督の富野由悠季は、ウッソがガンダムで戦う不幸な子供だったゆえの展開で、子供として満たされない部分を補うためには故郷に帰るしかなかったとして、「（最終回の）ラストシーンを見て下さった方なら、解って頂けたのではないでしょうか」と語っている。

## 自宅
1階には、コンピューターチップがたくさん入った引き出しがあり、ロメロ・マラバルはそこからコア・ファイターに使えるものを見つけ出し、5枚ほどウッソから貰っている。
ウッソの両親がここに移り住んだのは、この建物が地下のコンピューターバンクと繋がっているからだった。そのコンピューターバンクに通じる道は地震があったため荒れていた。コンピューターは父親のハンゲルグ・エヴィンが使えるようにした。閲覧できる中身は旧世紀時代のもので、ほとんどが役所の書類ではあったが、普通の図書館の本もありウッソはそれを読んで一般教養を勉強していた。また、「cosmo Amban」「BANDAI BATTLE」と筐体に書かれた初期のMSシミュレーターもあり、ウッソはこれを遊んでいたことでMS操縦のセンスが養われていた。
小説版では、アニメ版に比べて内面が大人びており、8歳の時に中2数学レベルである連立方程式を勉強している。論理思考のレベルも高く、オイ・ニュング伯爵と渡り合っての高度な議論をかわすなどしている。また、伯爵がザンスカール帝国に捕虜としてギロチンにかけられたのを見た際には、「歴史の必然などという言葉遣いでギロチンを正当化する知恵を使う大人こそ抹殺するべき種であり、自分達子供はそうではない大人の世界を獲得するべきだ」という、弱冠13歳とは思えないような冷徹な思考をしていた。

## 能力

### 生まれついてのニュータイプ
母親のミューラ・ミゲルによれば、ウッソは自分とハンゲルグ・エヴィンだけの子どもではなかったと言う。ウッソを生む前の夜、目の前に白いフワッとしたものが現れ新しい子ニュータイプを授けるという夢を見た。それは現実主義者であったウッソの父ハンゲルグをも信じさせた。それから両親のウッソに対する英才教育が始まった。母ミューラは、ウッソは元々左利きであったがその方が便利だからと両手でナイフを投げられるように、木に的を設置して練習させた。ウッソは的の真ん中を射抜けるほどに投げナイフの扱いが習熟した。
宇宙に出てからのウッソは、過去のニュータイプパイロットがやったように死者の声を聞いたり、死者との会話を行っている。ゾロアットを撃破した際に、爆発の閃光の中で、人間の悲鳴とも取れる「命の砕ける音」を聞いた。
ドゥカー・イクとレンダ・デ・パロマが戦死した際には、彼等がオートバイに乗って昇天する姿を仲間と共に目撃している。
タシロ・ヴァゴによって射殺され、死体となったマリア・ピァ・アーモニアの声を聞き、願い通りに彼女の遺体をビーム・ライフルで焼いて綺麗にした。
最終話では、シャクティ・カリンの行方を探し、早まってエンジェル・ハイロゥをビーム・ライフルで射抜こうとするが、それを幽霊となったオデロ・ヘンリークから「ここをやったらシャクティが吹っ飛ぶぞ」と止められている。エンジェル・ハイロゥ内部に侵入すると、幽霊となったオリファー・イノエ、ジュンコ・ジェンコに外へ出るように誘導される。そして、ペギー・リー、マヘリア・メリル、ケイト・ブッシュ、コニー・フランシス、ユカ・マイラスの意志を受けて、倒すべき敵カテジナ・ルースの元へ導かれるのだった

### 優れた身体能力
ウッソは、シャッコーより射出されたエマージェンシーポッドから滑り落ち運良く木々がクッションになった幸運はあったにせよ、敵であるクロノクル・アシャーが「あの高さ、助かるまい」と述べた程の高所から墜落した。それでも「からだじゅう痛い」と言ってしばらくの休眠を経て体調を整えれば、活動出来るようになる程度の軽傷で済んでいる。
ザンスカール帝国の捕虜となって、手錠がされた状態で脱走した際には、敵兵の銃に飛び乗ってそこから兵士を蹴り倒した。最終話では、カテジナ・ルースに腹部をナイフで刺され数秒間傷口をナイフで抉られていたにも関わらず、治療用のスプレーを噴射してまたMSで戦い続けるなど優れた身体能力を発揮した。また、脱走時の様子をカメラで観察していたタシロ・ヴァゴはよく動くウッソを見て、フォンセ・カガチの提唱したニュータイプは地球から生まれるという説も当たっているかもしれないと述べた。

### スペシャル
夜間で僅かな光を頼りにしてコア・ファイターを着陸させたウッソのその類いまれな操縦テクニックを見て、マーベットはそれほど遠くない以前にニュータイプというパイロットたちがいた事を思い出して、ウッソがそれに当たるのではないかと思った。
ウッソのマシーンに対する適応能力が尋常ではないことから、リガ・ミリティアのロメロ・マラバルはウッソを「あの子はスペシャルなんだ」だと評価して、逃亡しようとする彼を引き留めようとした。マーベット・フィンガーハットもオリファー・イノエが子供であるウッソがヴィクトリーを操縦していることに驚いている様を見て「ウッソはスペシャルなのよ、ニュータイプなのかもしれないって」と才能を認めていた。
13歳になったウッソからMSによる白兵戦を行ったことを聞くと、母親のミューラ・ミゲルは「あなたをそういう風に育てたつもりよ。良かった、そういう風に出来るようになってくれていて」と喜んだ。しかし、ウッソが「こういう風になるように色々な勉強をさせたの？」と聞いた時は、首を振って、無理強いはしなかったと言っている。また、ウッソの活躍を本人から聞いて「才能と呼ぶにはあまりにも大きすぎるものだわ」と評した。
一方で父親のハンゲルグ・エヴィンは、ウッソがV1のパイロットであると中々信じられなかったと言い、「こういう風に僕を教育していたんでしょう？」と聞かれると、「まさか、そこまで私も器用ではないし、勇気もないよ」とミューラとは逆の反応を示している。
V1搭乗時代は、ヴィクトリータイプの即時分離・合体可能な特性を生かして、パーツを分離させ敵に突撃させるという戦法を思いついた。これはザンスカール帝国に比べ数に劣るリガ・ミリティアでは非常に有効な戦法であり、オリファー・イノエをはじめとしたヴィクトリータイプのパイロット達は、敵の軍艦にパーツをぶつけ効率よく撃墜させる方法を学習出来た。

## シャアの末裔説
ウッソの母であるミューラ・ミゲルと、『機動戦士ガンダム 逆襲のシャア』に登場するシャア・アズナブルの恋人であった女性ナナイ・ミゲルは、両者ともファミリーネームが「ミゲル」であることから、ファンの間ではウッソはナナイとシャアの子孫では?と噂された。『ガンダムエース』誌にて「シャアの末裔説」の存在について公式な書籍で初めて言及された。ここでも、ナナイ・ミゲル (Nanai Miguel) とミューラ・ミゲル (Myra Miggell) の「ミゲル」のアルファベットの綴りが違うことも言及されている。

## 女性関係
普段は純朴な少年であり、ゆえに大人の女性受けがとても良く、シュラク隊のメンバーやマーベット・フィンガーハットからはよく可愛がられていた。
初恋の相手であるカテジナからはあまり良く思われていなかったようであるが、序盤はウッソには死なないで欲しいと願うほど心配もされていた。幼なじみのシャクティ・カリンに対しては始めは妹のように思っていたようだが、別離を経て意識しだすようになる。
しかしルペ・シノに理想の息子扱いされて風呂を一緒に入るように強制されたり、カテジナからは理想の女性像を押し付けられた恨みや憎しみをぶつけられ、対ウッソを想定して“女性だけで編成され、しかも水着姿”というネネカ隊をぶつけられる等、女難に見舞われた。

## 漫画版
どこか大人しく悲壮感の漂う性格をしていたテレビ版とは異なり、漫画版のウッソはやや粗野な熱血漢の少年となっている（一人称もテレビ版では「僕」だったのに対し、漫画版では「オレ」になっている）。髪型は、前髪にテレビ版の面影は残しつつも、後ろ髪が所々跳ねた形にアレンジされている。髪色は、カラーイラストではテレビ版よりも濃い茶髪であるが、新装版用に描かれたイラストでは前髪のみテレビ版に近い茶髪で他は黒髪になっている。また、カテジナが登場しておらず、テレビ版でしばしばあった逡巡・懊悩などは見られない（その代わり、クロノクルとの因縁が深くなっている）。ただし、シュラク隊のメンバーが次々と殺されるシーンがあったり、母親であるミューラが目の前で殺される（両方共殺される経緯が異なるが）など、テレビ版同様の悲劇が描かれるシーンは存在している。
漫画版での容姿・性格の変更について、作者の岩村俊哉は「アニメの第4話までを見て、子供向けの雑誌で連載するにしては、主人公の印象が弱いと感じた」「話数の制約から、印象的なキャラ付けが必要で、より能動的に動けるキャラにした」「動きを出すために髪型も変えた」と後に述べている。

## 搭乗機
ウッソ機のパーソナルマークは、イニシャルの「Ü.E.」でモチーフのペガサスを描いたものが設定されている。
このマークはアニメ劇中では描かれていないが、放映当時に発売された1/60 V2ガンダムのパッケージ・アートに描かれ、キットにもステッカーとして付属している。また、ゲームでは『SDガンダム GGENERATION』シリーズ等のパッケージや、ゲーム内アイテムとしても確認できる。
2000年代に発売となったマスターグレードVer.Kaでは、ヴィクトリーガンダム、V2ガンダム共に設定通りのカラー版パーソナルマークと、Ver.Kaオリジナルの単色（白またはグレー）版パーソナルマークが、水転写デカールとして複数枚付属している。
- ZMT-S12G シャッコー
- ZM-S08G ゾロ
- LM312V04 ヴィクトリーガンダム
  - LM312V04+SD-VB03A Vダッシュガンダム
- LM314V21 V2ガンダム
  - LM314V23 V2バスターガンダム
  - LM314V24 V2アサルトガンダム
  - LM314V23/24 V2アサルトバスターガンダム
  - LM313V10 セカンドV（小説版）

## 評価
『愛と戦いのロボット 完全保存版』で発表されたアンケート「みんなで選ぶロボットアニメーションベスト100」では、「一番カッコイイヒーローは？」で第88位にランクインした。